# Igreja de Santa Cecília no Trastevere
Santa Cecilia in Trastevere ou Igreja de Santa Cecília no Trastevere é uma igreja titular e uma das muitas igrejas de Roma dedicadas a Santa Cecília, localizada no rione Trastevere.
O cardeal-presbítero protetor do título de Santa Cecília é Gualtiero Bassetti, arcebispo de Perugia-Città della Pieve. Entre os antigos ocupantes do posto estão o papa Estêvão III, Adam Easton (1383), Thomas Wolsey (1515), Michele Mazzarino (1647), Giuseppe Doria Pamphili (1785) e Carlo Maria Martini (2012).

## História
A primeira igreja no local foi fundada provavelmente no século III pelo papa Urbano I. Conta a tradição que a mártir romana Cecília foi morta durante as perseguições de Alexandre Severo (juntamente com seu marido, São Valeriano) e, já no final do século V, no sínodo de 499 do papa Símaco, já aparecia como Titulus Sanctae Ceciliae. A igreja teria então sido construída sobre a casa da santa O batistério associado com esta igreja e os restos da casa romana do início do período imperial, foram encontrados durante as escavações realizadas sob a Capela das Relíquias.
Em 22 de novembro de 545, o papa Vigílio estava na igreja quando um emissário da imperatriz bizantina Teodora, Antêmio Escrivão, o capturou. O papa Pascoal I "reconstruiu a igreja em 822 e transportou para lá as relíquias de Santa Cecília, que estavam nas Catacumbas de São Calisto". Outra reforma foi feita no século XVIII.

## Arte e arquitetura
A fachada de Santa Cecilia, que fecha um pátio decorado com antigos mosaicos, colunas e um cântaro, foi construída em 1725 por Ferdinando Fuga. A decoração inclui ainda um brasão e a inscrição dedicatória do cardeal que pagou por ela, Francesco Acquaviva. Entre os artefatos remanescentes do edifício do século XIII estão um mural sobre o "Juízo Final" (1289–1293), de Pietro Cavallini, no coro, e um baldaquino (1293) no presbitério, obra de Arnolfo di Cambio. O baldaquino gótico está circundado por quatro colunas de mármore branco e preto decoradas com estatuetas de anjos, santos, profetas e evangelistas. A abside abriga o que restou de mosaicos do século IX sobre o "Redentor com os Santos Paulo, Cecília, Pascoal I, Pedro, Valeriano e Ágata".
O teto da "Cappella dei Ponziani" foi decorado por Antonio del Massaro (Antonio da Viterbo or il Pastura) com um "Deus Pai com os Evangelistas" (1470). A Capela das Relíquias está decorada por afrescos e por uma peça-de-altar de Luigi Vanvitelli. Na nave estão afrescos da "Apoteose de Santa Cecília" (1727), de Sebastiano Conca. Santa Cecilia ostenta ainda mais duas peças-de-altar de Guido Reni: "Santos Valeriano e Cecília" e "Decapitação de Santa Cecília" (1603).
A cripta, digna de nota, está decorada em cosmatesco e abriga as relíquias de Santa Cecília e seu marido.

### Escultura de Santa Cecília
Entre as mais impressionantes obras em Santa Cecilia está a escultura de Santa Cecília (1600) pelo escultor renascentista tardio Stefano Maderno. O piso à frente da estátua circunda uma laje de mármore com um juramento solene de Maderno de que ele registrou o estado do corpo da Santa da forma que ele o viu quando o túmulo foi aberto em 1599. A estátua representa claramente duas coisas: (i) as três machadadas descritas no relato do século V sobre o martírio da santa; e (ii) a incorruptibilidade de seu cadáver, uma característica típica de alguns santos, que ainda tinha sangue congelado depois de séculos sepultado. Esta estátua pode ter sido concebida como um modelo pré-barroco, pois não representa um momento ou pessoa idealizado e sim uma cena teatral, uma representação naturalista da morte de um santo. Ela é importante por que precede em muitos anos esculturas importantes de Bernini (Beata Ludovica Albertoni) e Melchiorre Caffà ("Santa Rosa de Lima").

## Galeria

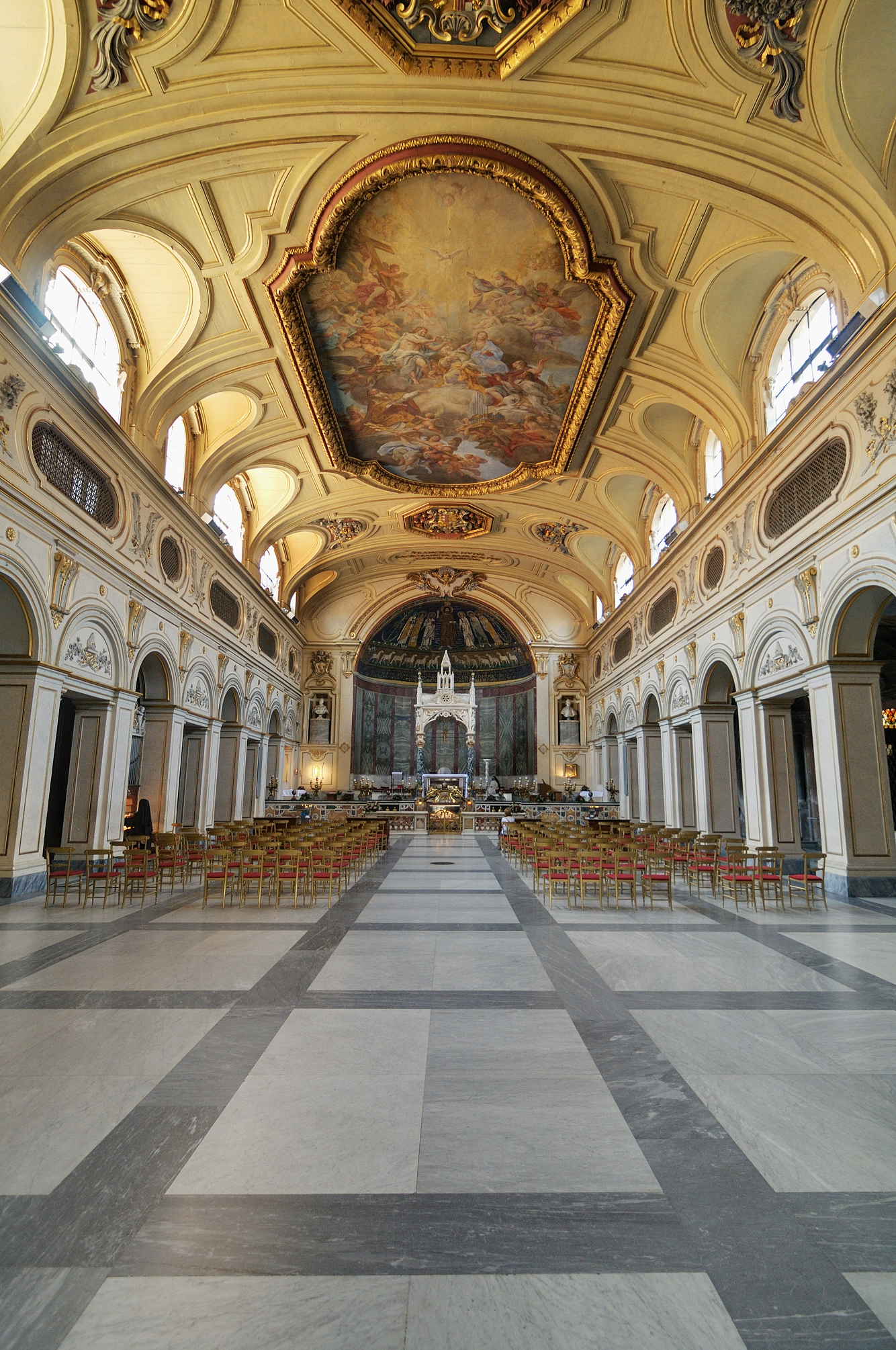
Vista do interior.
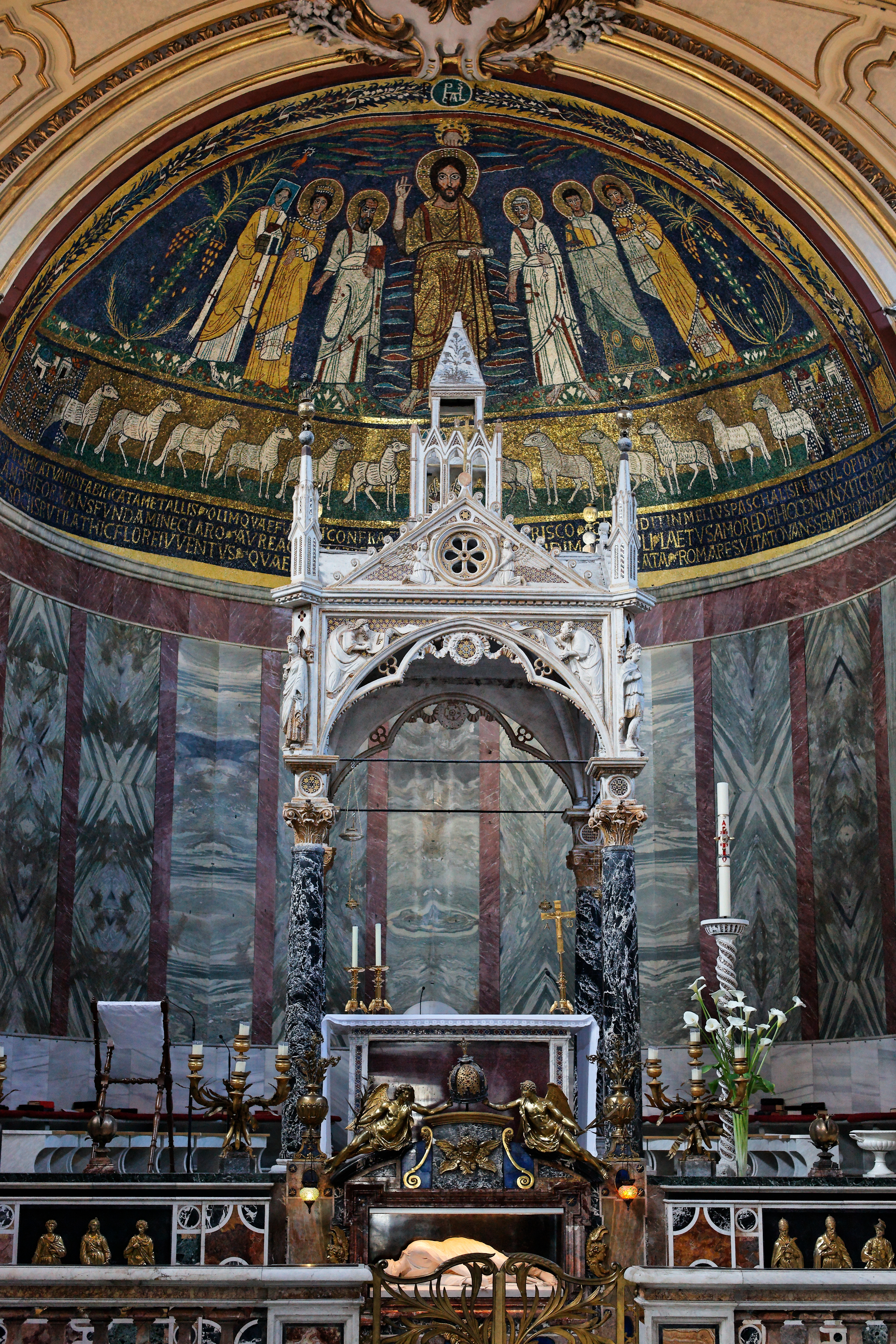
Baldaquino sobre a famosa estátua de Santa Cecília de Stefano Maderno (ao lado) e uma vista do interior da abside.
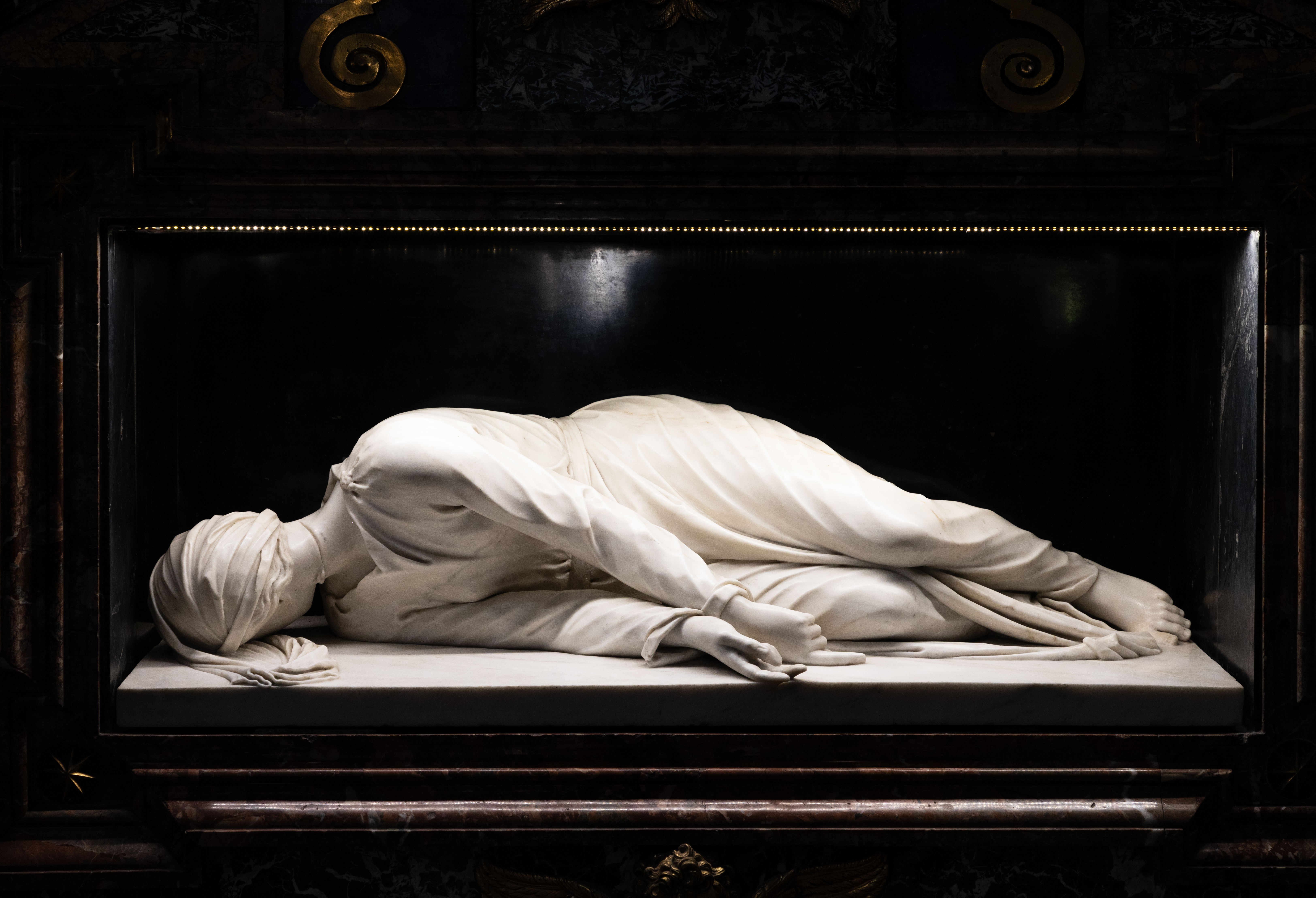
A estátua de Maderno retratando o corpo incorrupto de Santa Cecília.
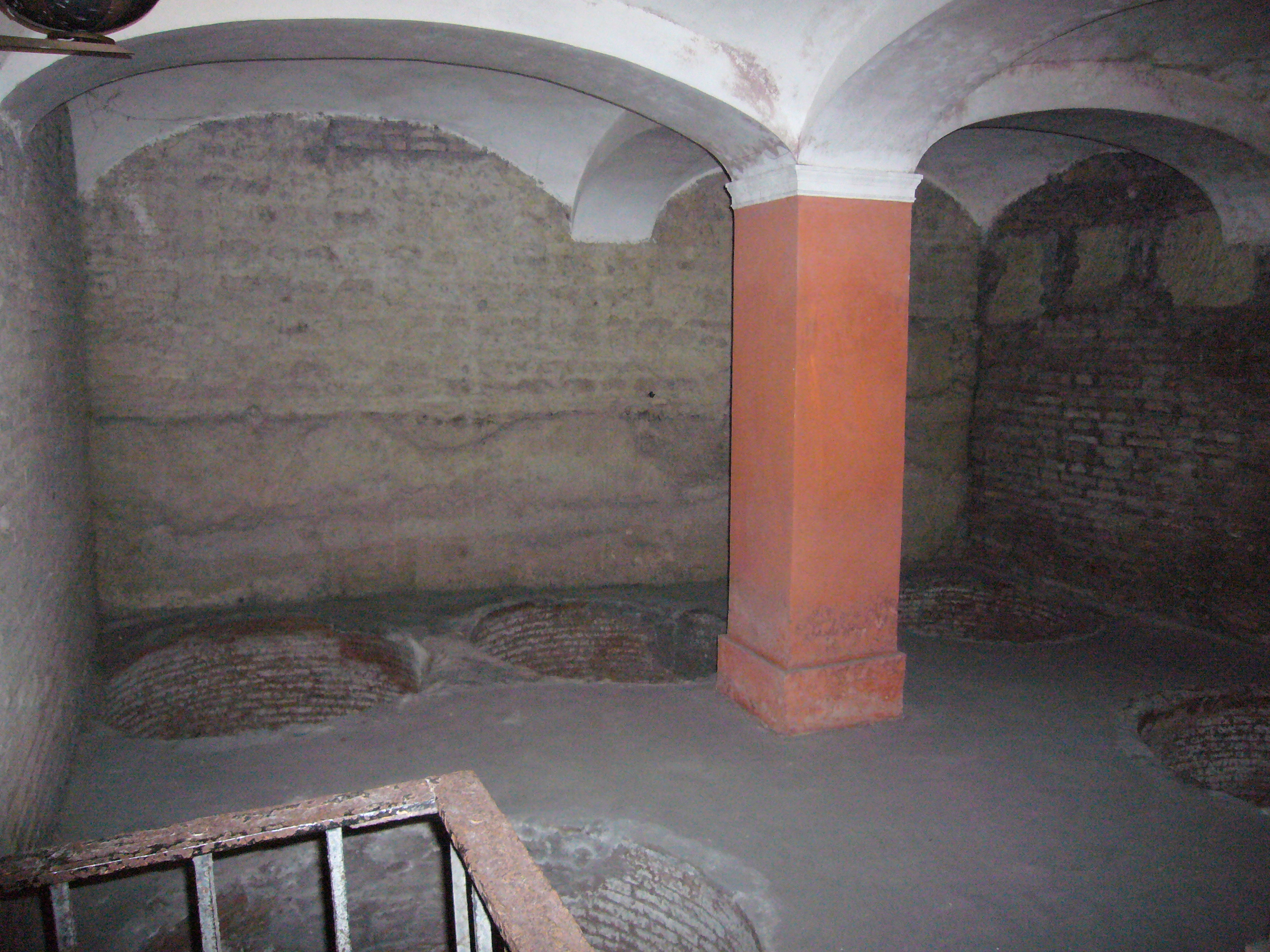
Detalhe da casa romana abaixo da igreja.